# Rüdiger Thiele (Mathematiker)

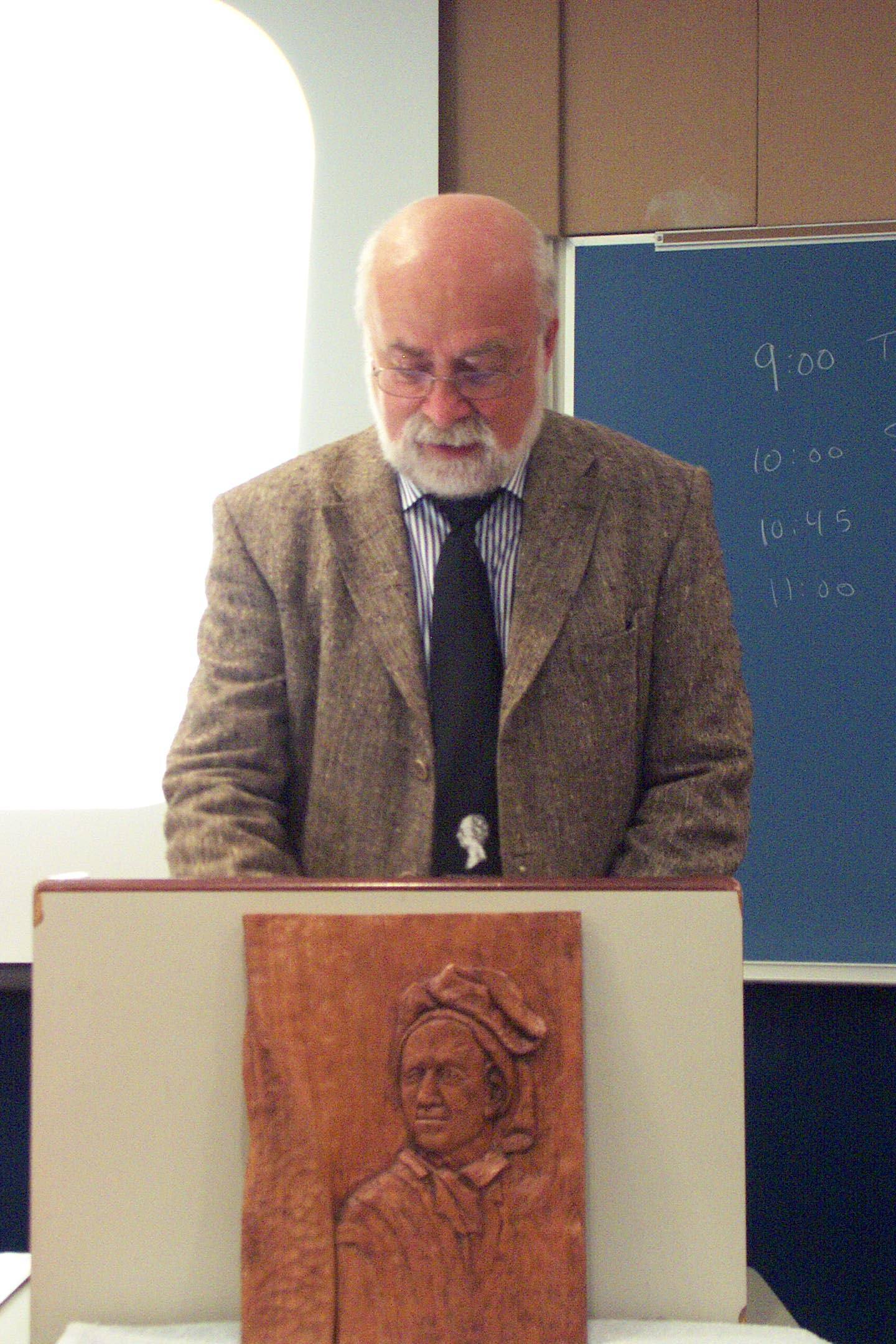
Rolf-Rüdiger Thiele

Rolf-Rüdiger Thiele (* 29. April 1943 in Polepp, Böhmen) ist ein deutscher Mathematiker mit dem Schwerpunkt Geschichte der Mathematik.

## Leben
Thiele studierte Mathematik, Physik und Psychologie an der Universität Halle und promovierte im Jahr 1975, anschließend Verlagstätigkeit in Leipzig (B. G. Teubner; S. Hirzel). Von 1986 bis 2008 war er am Karl-Sudhoff-Institut für Geschichte der Medizin und Naturwissenschaften der Universität Leipzig tätig. Er absolvierte außerdem Gastaufenthalte an den Universitäten Mainz (Lehrstuhlvertretung für Geschichte der Naturwissenschaften 1992 bis 1994), Darmstadt, Bonn (1995/96) und Toronto.
2001 habilitierte sich Thiele an der Universität Hamburg (Fachbereich Mathematik) mit seiner Arbeit Von der Bernoullischen Brachistochrone zum Kalibratorkonzept (erschienen in der Reihe Collection de travaux de l'Académie internationale d'Histoire des Sciences, Verlag Brepols, Turnhout). 2002 wurde er Privatdozent an der Fakultät für Mathematik der Universität Leipzig. 2004 wurde ihm der Lester Randolph Ford Award der Mathematical Association of America für die Entdeckung des 24. Problems von David Hilbert (aus dessen Nachlass) verliehen. Er ist Vizepräsident der Euler Society.
Seine wichtigsten Arbeiten beschäftigen sich mit den Biografien von Leonhard Euler, Bartel Leendert van der Waerden, David Hilbert, Felix Klein; zentrale Themen sind Analysis, insbesondere Variationsrechnung.
Neben zahlreichen Buchpublikationen und Fachaufsätzen zu verschiedensten Fragen der Geschichte der Mathematik hat er mehrere Bücher zu Mathematischen Spielen (häufig in Zusammenarbeit mit Konrad Haase) publiziert. In seinen Darstellungen greift er auf zahlreiche bisher unbekannte Quellen zurück.

## Wichtigste Schriften
- Leonhard Euler. BSB B.G.Teubner, Leipzig 1982, ISBN 3-322-00576-3.
- Er rechnete, wie andere atmen. EULERS Beiträge zum Funktionsbegriff. Euler-Vortrag im Schlosstheater des Neuen Palais von Sanssouci, Potsdam, 21. Mai 1999, Online-Version.
- Hilbert’s Twenty-Fourth Problem. In: The American Mathematical Monthly. January 2003, S. 1–24.
- The Mathematics and Science of Leonhard Euler (1707–1783). In: Glen van Brummelen, Michael Kinyon (Hrsg.): Mathematics and the Historian's Craft. Springer, New York 2005, ISBN 0-387-25284-3, S. 81–140.
- Van der Waerden in Leipzig. (= EAGLE 036). Mit einem Geleitwort von Friedrich Hirzebruch. Edition am Gutenbergplatz Leipzig, Leipzig 2009, ISBN 978-3-937219-36-3.
- Felix Klein in Leipzig. (= EAGLE 047). Edition am Gutenbergplatz Leipzig, Leipzig 2011, ISBN 978-3-937219-47-9.
- Felix Klein in Leipzig 1880–1886. In: Jahresbericht der Deutschen Mathematiker-Vereinigung, Band 102, Heft 2, 2000, S. 69.
- Mathematische Beweise. Harri Deutsch, 1979.
- Von der Bernoullischen Brachistochrone zum Kalibrator-Konzept: ein historischer Abriß zur Entstehung der Feldtheorie in der Variationsrechnung. Habilitation. Turnhout, Brepols 2007.
- mit Konrad Haase: Der verzauberte Raum – Spiele in drei Dimensionen.  Urania Verlag, Leipzig 1991.
- mit Konrad Haase: 100 Fünf-Minuten-Spiele: Zeitvertreib für Singles. Berlin 1990.
- Die gefesselte Zeit: Spiele, Spaß und Strategien. Urania Verlag, 1984.
- Das große Spielvergnügen: mit Würfeln, Streichhölzern, Papier, Schachfiguren, Dominos und Labyrinthen. Hugendubel, 1984.